# Pseudoprotella phasma
Pseudoprotella phasma is een vlokreeftensoort uit de familie van de Caprellidae. De wetenschappelijke naam van de soort is voor het eerst geldig gepubliceerd in 1804 door Montagu.